# Terepari Kiss
Terepari kiss (てれぱり・きっす?, Terepari Kissu) è un manga shōjo creato da An Nakahara pubblicato in Giappone nel 2003 e inedito in Italia. È formato da un unico volume che racconta le vicende di una ragazzina con lo speciale potere di sentire cosa prova un ragazzo che la bacia.